# Блаватська Олена Петрівна
Олéна Блава́тська (рос. Елена Петровна Блаватская, уроджена Геле́на фон Ган нім. Helena von Hahn; 31 липня (12 серпня) 1831, Катеринослав (зараз Дніпро) — 26 квітня (8 травня) 1891, Лондон) — філософиня, письменниця, мандрівниця, теософиня. Одна з засновників Теософічного товариства. У 17-річному одружилася з 60-річним бароном Блаватським.
За деякими західними джерелами, Олена Блаватська — прибічниця окультизму та спіритуалізму; за російськими джерелами (деякі філософські словники, енциклопедії, підручники), вона філософиня, науковиця та релігієзнавиця.
У 1848–1875 роках здійснила фактично триразову навколосвітню подорож.
1875 року в Нью-Йорку разом з полковником Г. С. Олкоттом заснувала Теософське товариство, головною метою якого було «створити ядро Всесвітнього Братерства, де не буде мати значення різниця раси, колір шкіри, стать, каста й віросповідання».

## Біографія

### Родовід

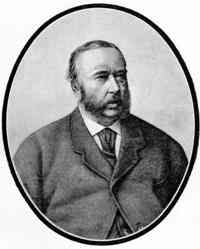
Ростислав Андрійович Фадєєв,
дядько О. П. Блаватської

Родовід Олени Петрівни Блаватської з материнського боку сходить через Михайла Чернігівського до засновника державності на Русі — Рюрика.
Прямим предком О. П. Блаватської, з материнської лінії, був Сергій Григорович Долгорукий (відомий дипломат свого часу) — брат Олексія Григоровича Долгорукова, члена Верховної таємної ради при Петрі II. Сергій Григорович був прадід Олени Павлівни Фадєєвої-Долгорукої (бабуся Блаватської) і прапрадід Олени Петрівни Блаватської.

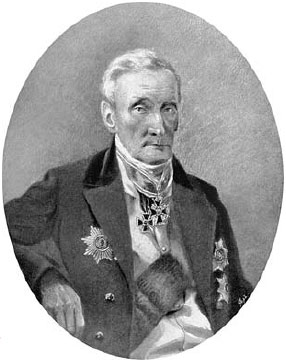
Андрій Михайлович Фадєєв,
дідусь О. П. Блаватської

Прадід Олени Блаватської, князь Павло Васильович Долгоруков (1755—1837), генерал-майор часів Катерини II, мав найвищу військову нагороду — Орден Святого Георгія і був другом та товаришем по службі Кутузова. Деякі автори вважають, що П. В. Долгоруков був відомим масоном і розенкрейцером, і навіть, ходили чутки, що він зустрічався з Каліостро та графом Сен-Жерменом.
Проте найбільш відомі й авторитетні біографії графа Сен-Жермена про таку зустріч нічого не говорять, до того ж під час перебування графа Сен-Жермена в Росії (1762) Павлові Васильовичу було тільки 7 років.

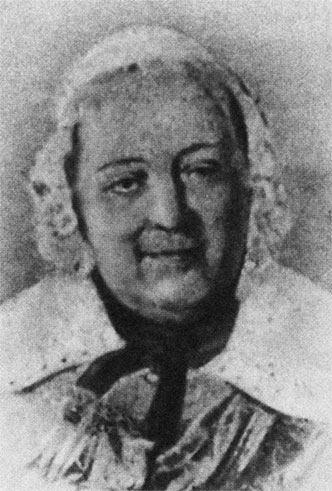
Олена Павлівна Долгорука,
бабуся О. П. Блаватської

Його дружиною була Генрієтта де Бандре дю Плессі, донька Адольфа Францовича, який командував армійським корпусом у Кримській кампанії й, зі слів А. М. Фадєєва, був улюбленцем Суворова. Донька Павла Васильовича й Генрієтти Адольфівни, князівна Олена Павлівна, бабуся О. П. Блаватської, здобула гідну домашню освіту, знала 5 іноземних мов, розумілася на археології, нумізматиці, ботаніці. Гербарії Фадєєвої та її малюнки різних рослин, що на цей час зберігаються в архіві Академії наук, були відомі багатьом ученим і викликали захоплення. Олена Павлівна листувалася з німецьким ученим Александром Гумбольдтом, англійським геологом, засновником Географічного товариства Родріком Мерчісоном, шведським ботаніком Христіяном Стевеном, який вивчав флору й фауну Криму та Кавказу. Як повідомляє О. Ф. Писарєва, ботанік Гомер-де-Гель назвав знайдену ним раковину на честь Олени Павлівни — Venus-Fadeeff.
1813 року князівна взяла шлюб із Андрієм Михайловичем Фадєєвим, державним чиновником, який згодом став таємним радником, губернатором Саратова й Тифліса, чий родовід сходить до російських стовпових дворян та ліфляндських німців фон Краузе. Прадід Андрія Михайловича — Петро Михайлович Фадєєв, був капітаном армії Петра І. В Олени Павлівни й Андрія Михайловича було четверо дітей: старша донька — Олена Ган — відома письменниця (її називали російською Жорж Санд), мати Олени Петрівни Блаватської, Віри Петрівни Желіховської та Леоніда Гана; син — Ростислав Фадєєв — генерал, військовий письменник і реформатор; донька Катерина Андріївна — мати російського державного діяча Сергія Юлійовича Вітте; донька — Надія Андріївна, активний член Теософського товариства.
С. Ю. Вітте повідомляв, що його прадід П. В. Долгоруков під час весілля доньки благословив її й зятя древнім хрестом, який, за сімейними переказами, належав Великому князеві Київському, святому Михайлові Чернігівському. Пізніше цей хрест перейшов до Олени Павлівні, а потім й до самого С. Ю. Вітте.
По лінії свого батька — Петра Олексійовича Гана, Олена Петрівна належала до прибалтійського німецького роду Ган. Борис Цирков, редактор і активний пропаґандист теософського вчення, у передмові до зібрання творів Блаватської вказує на належність Ганів (предків ОПБ з батьківської лінії) до графського роду von Hahn з Базедова (Мекленбург), який, за іншими джерелами, сходить до жіночої лінії династії Каролингів і німецьких лицарів-хрестоносців. Але дотепер не знайдено жодних документів, які підтверджували б родинні зв'язки родини Олени Блаватської з мекленбурзькими графами: у службовому списку «Олексій Федоров, син Ган» (1751—1815) — дід ОПБ, комендант фортеці Каменець-Подільск  — зазначений як виходець з «Естляндських жителів, батько його іноземний підданий, був в Естляндії крайскомісаром»; в архівах зберігаються документи, що підтверджують існування «крайскомісара» Йоганна Фрідріха (Федора) Гана (Johann Friedrich Hahn), який народився 1719 року в Нарві й помер там 31 травня 1803 року, але в яких нічого не написано про походження й родинні зв'язки родини. Цікаво, що сам Цирков — з жіночої лінії — був причетним до роду Ган, але не Йоганна Фрідріха, а Йоганна Августа фон Гана (документально не пов'язаного з родиною ОПБ). Григорій Клімов "https://www.youtube.com/watch?v=GqQxTq_BLJ8» зазначає, що той Ган був з єврейського роду.

### Дитинство та юність

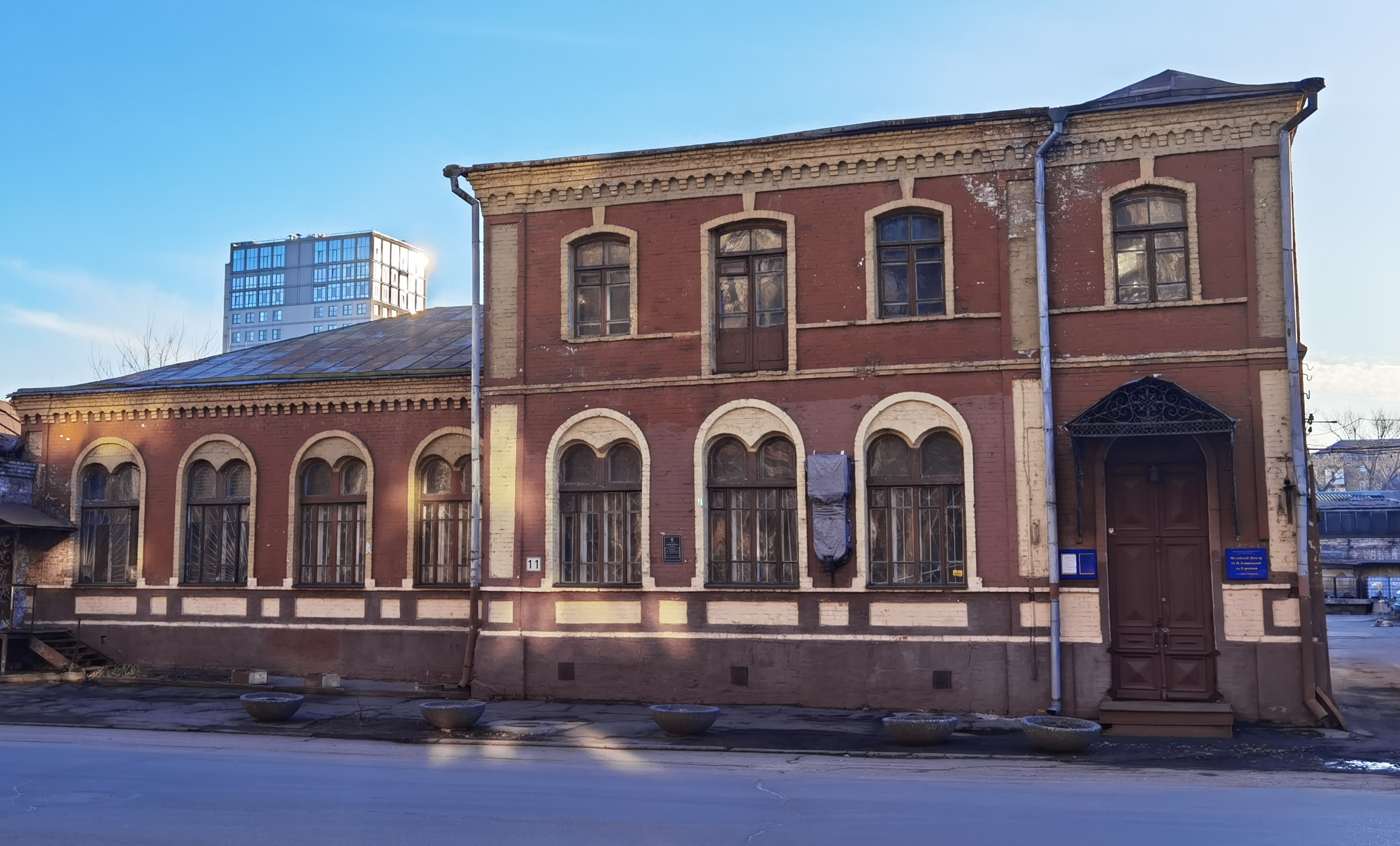
Дім-музей де народилась Блаватська

Народилася у будинку по вулиці Петербурзькій у Катеринославі (зараз по вулиці Князя Ярослава Мудрого, 11 у Дніпрі). Початкову освіту здобула вдома. У 5 років вже вивчала з гувернантками англійську та французьку мови, брала уроки танців та музики. У 10 років почала вивчати німецьку, водночас навчилася їздити на конях.
Через нове призначення діда Олени — Андрія Фадєєва — сім'я у 1834 році переїхала з Катеринослава до Одеси, де жила з 1835 по 1837, потім до Астрахані, у 1839 році знов повертаються до Одеси через погіршення стану здоров'я матері Олени. В листопаді 1839 року сім'я переїздить до Саратова, де Фадєєв був призначений на посаду губернатора.
У 1842, коли Олені було 11 років, від сухоти у віці 28 років померла її мати. Батько, офіцер-артилерист, через воєнну службу не мав змоги опікуватися дітьми, і вони виховувалась у родині діда Бабуся Олени успадкувала бібліотеку свого батька, князя Павла Долгорукого, який вивчав алхімію та магію та був членом масонської ложі. В юності Олена цікавилася книгами з алхімії, магії, окультних наук. Вихованням й освітою дітей займалася бабуся і ще три вчителі. У 1844 Олену відправили до Парижу, а потім до Лондона — навчатися музиці.
У 1847 році сім'я переїхала до Тифліса. 7 липня 1849 Олена взяла шлюб із 42-річним єреванським віце-губернатором Еріваньської губернії Никифором Блаватським, який був значно старшим за неї. За одними даними, вона пішла від чоловіка за три місяці, за іншими — одразу ж після вінчання. Біографи характеризують цей шлюб, який тривав кілька місяців, як спосіб здобути незалежність і свободу. Після повернення до рідних на родинній раді Олену було вирішено відправити до батька, але дорогою вона вирішила вирушити в подорож.

### Подорожі
Блаватська вирушила до Константинополю. За спогадами князя Дондукова-Корсакова, сама вона розповідала, що в там вона рік працювала вершницею в цирку, але після того як зламала руку, виступи у цій якості довелося припинити. Блаватська також відвідала Єгипет, За словами самої Олени, вона разом із батьком ще відвідала Европу, водночас брала уроки гри на фортепіано, завдяки яким надалі виступала на концертах і тим самим заробляла гроші на життя.
У 1851 році вона поїхала до Лондону, де за одними відомостями дебютувала в кількох драматичних театрах, за іншими — жила там на кошти батька, який допомагав їй матеріяльно. Там же зустріла Магатму Моріа, який, за її твердженням, з дитинства являвся їй у снах і видіннях.У 1851—1852 Блаватська подорожувала до Канади, США, Мексики, Перу, Цейлону та Індії; у 1853—1854 — до Америки, Японії, Індії. У 1854—1855 рр. двічі намагалася в'їхати до Тибету. Перша спроба була невдалою, друга виявилася нетривалою через початок тібетських повстань.
У 1859 повернулася до Європи, а згодом — на батьківщину. Разом із сестрою Вірою вона жила у Києві, Санкт-Петербурзі, Одесі, на Кавказі. У 1864 році Блаватська втретє вирушила до Тибету.
У 1867 році вона кілька місяців подорожувала Угорщиною та Балканами, відвідала Венецію та Флоренцію. Нандор Фодор стверджував, що 3 листопада 1867 року Блаватська, переодягнена в чоловічий одяг, взяла участь в битві при Ментані на стороні гарібальдійців. Та була поранена. Оговтавшись від поранень, на початку 1868 року, відвідала Флоренцію, а потім знов повернулася в Індію та Тибет.
У 1871 році вона приїхала до родичів в Одесу, де провела 9 місяців. Звідти вирушила до Європи. Весною 1873 прибула до Парижа, влітку — до Нью-Йорка. У жовтні 1874 на спіритичному сеансі Блаватська зустрілася з полковником Генрі Олкоттом, який став її другом і поплічником до кінця життя.

### Заснування Теософського товариства та творчість
7 вересня 1875 р. у Нью-Йорку Блаватська разом з Олкоттом, Вільямом Кван Джаджем та ще 15 однодумцями створила Теософське товариство — організацію з вивчення окультних учень, стародавніх релігійних і філософських текстів. Олкотт очолив організацію, а Блаватська обійняла в ній посаду секретарки зв'язку з кореспондентами. Незабаром Блаватська почала роботу над рукописом своєї праці «Викрита Ізіда» («Isis Unveiled»), яка вийшла друком у 1877 році.
8 липня 1878 р. Блаватська отримала американське громадянство. Цього ж року разом з Олкоттом вирушила до Індії. У 1879 у Бомбеї вони заснували штаб-квартиру Теософського товариства. У жовтні вони почали видання в Індії журналу «Теософ» («The Theosophist»), Блаватська стала його головним редактором .
У 1880 Блаватська та Олкотт на Цейлоні прийняли буддизм та заснували кілька філій Теософського товариства. Цього ж року Блаватська оселилася в передмісті Бомбея, містечку Брич-Кеді, куди було перенесено штаб-квартиру товариства. Блаватська вела обширне листування з однодумцями, разом із Олкоттом відкривала школи для бідних, підтримувала рух за незалежність Індії.
У березні 1882 в Калькутті Блаватська заснувала Бенгальське теософське товариство, а згодом — Мадраське. 17 листопада 1882 штаб-квартиру Теософського товариства було перенесено в Адьяр, передмістя Мадраса (тепер Ченнай).
У 1884 Блаватська через хворобу за рекомендаціями лікарів покинула Індію та разом з Олкоттом повернулася до Європи, клімат якої їй більше підходив. Нетривалий час жила у Франції, Англії, восени 1884 переїхала до Ельберфельду (тепер Вупперталь, Німеччина). Там разом з Олкоттом організувала філію Теософського товариства та працювала над створенням праці «Таємна доктрина». У грудні цього ж року здійснила свою останню поїздку в Індію, щоб спростувати висунуті проти неї звинувачення. Наступного року Блаватська повернулася в Європу. Від 1887 мешкала в Лондоні, де видавала журнал «Люцифер» (вийшло 20 томів). Восени 1888 створила й очолила Езотеричну секцію Теософського товариства. Завершила роботу над книгою «Таємна доктрина» («The Secret Doctrine»), перші два томи якої вийшли друком у кінці того ж року.
У 1889 Блаватська пише книгу «Ключ до теософії» («The Key to Theosophy»), у 1890 — книгу «Голос Безмовності» («The Voice of the Silence»); в останні місяці свого життя — «Теософський словником» (виданий у 1892).
Померла за письмовим столом під час епідемії грипу в м. Лондоні. Згідно з її волею, 10 травня 1891 тіло Блаватської було піддано кремації, прах розділений на три частини та направлений у Лондон, Нью-Йорк та Адьяр.

### Цікаві факти
- У своїй автобіографічній книзі «Моє життя» Магатма Ганді зазначав, що на його світогляд вплинули особисте спілкування з членами Теософського товариства і читання праць О. П. Блаватської.
- Згідно з книгою культуролога і політолога Ксенії Мяло, Магатма Ганді казав, що для нього було б радістю «торкнутися краю одягу пані Блаватської».
- У 1991 році кіностудією «Центрнаучфільм» був знятий фільм «Хто ви, мадам Блаватська?». Головну роль у фільмі зіграла народна артистка Росії Ірина Муравйова.
- Всі роботи О. П. Блаватської, як і раніше перевидаються, часом у кількох редакціях. Її твори перекладені на всі європейські мови, а також на іврит, арабську, тамільську, гінді, китайську, японську, в'єтнамську та багато інших.
- У 1975 році урядом Індії була випущена пам'ятна марка, присвячена 100-річчю створення Теософського товариства. На марці зображено печатку Товариства і його девіз: «Немає релігії вище істини».

### Видання
- З печер і нетрів Індостану, 1879—1886 рр.
- Викрита Ізіда, 1877 р.
- Загадкові племена на Блакитних Горах, 1883 р.
- Таємна доктрина. Перших два томи видано у 1888 р., третій вже по смерті письменниці у 1897 р.
- Бесіди з Блаватською — стенографічний запис відповідей Блаватської на запитання учнів 1889 р.
- Голос Безмовності, 1889 р.
- Ключ до теософії[ru], 1889 р.
- Теософський словник — посмертне видання 1892 р.

### Статті
- Окультна або ж точна наука ? — в журналі «Теософіст», 1886 р.
- Теософія є релігією ? — в журналі «Люцифер», 1888 р.
- Філософи й філософішки — в журналі «Люцифер», 1889 р.